# Neda Rahmanian

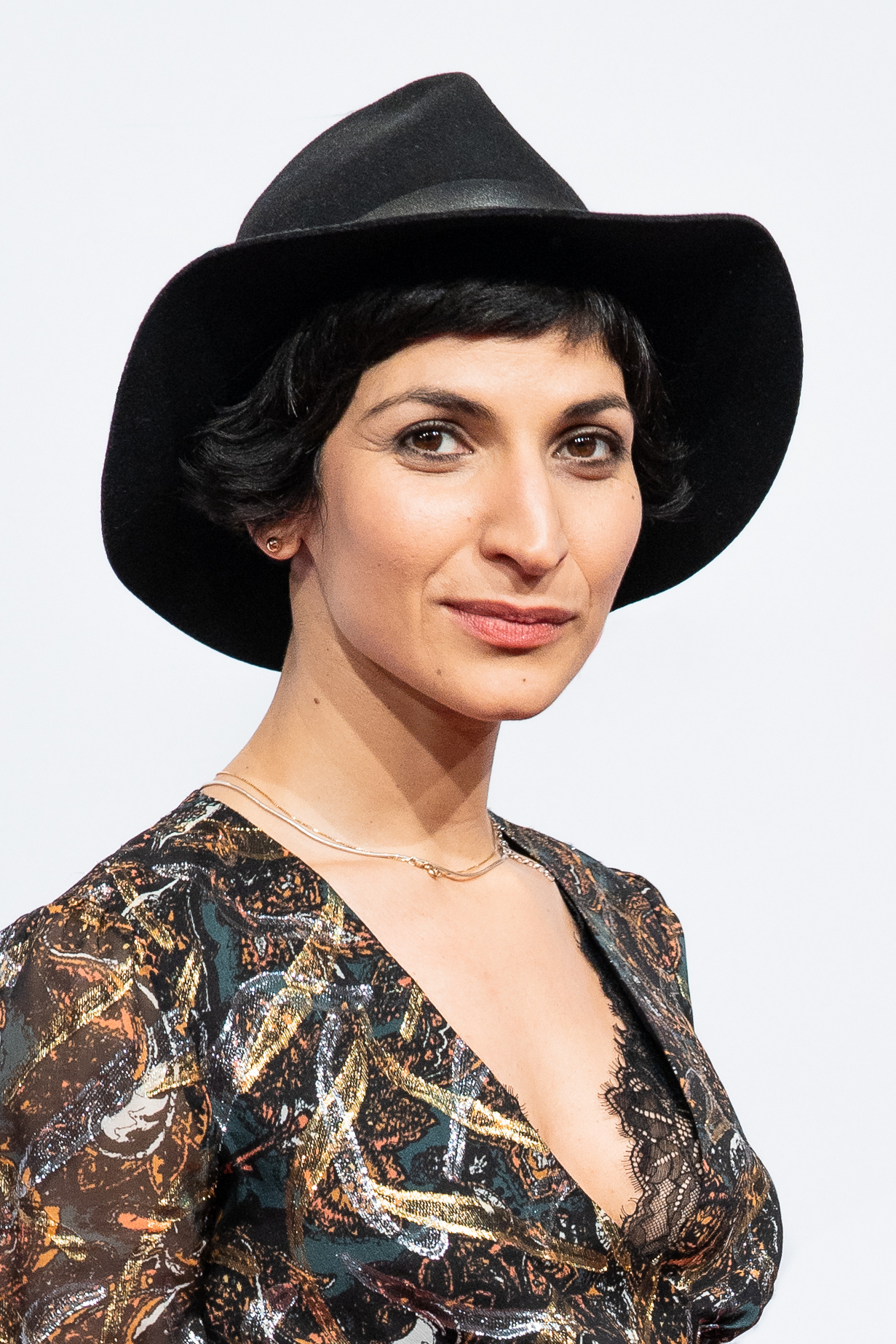
Neda Rahmanian (2020)

Neda Rahmanian (persisch ندا رحمانیان; * 10. Dezember 1978 in Teheran) ist eine deutsche Schauspielerin.

## Leben
Neda Rahmanian immigrierte im Alter von fünf Jahren aus dem Iran nach Deutschland. Später wuchs sie in Hamburg auf. Bereits während ihrer Schulzeit entdeckte sie ihr Interesse am Schauspiel. Rahmanian absolvierte von 1999 bis 2003 ihre Schauspielausbildung an der Hochschule für Musik und Theater Rostock.

## Karriere

### Theater
Rahmanian gab ihr Bühnendebüt am Grenzlandtheater Aachen in der Rolle der Julia in Romeo und Julia und wurde für ihre dortige schauspielerische Leistung mit dem Karl-Heinz-Walther-Preis ausgezeichnet. Während ihrer weiteren Karriere als Theaterschauspielerin absolvierte sie diverse Engagements, unter anderem von 2003 bis 2005 am Theater Osnabrück, von 2006 bis 2008 am Staatstheater Wiesbaden, 2009 am Alten Schauspielhaus Stuttgart, von 2009 bis 2010 am Schauspielhaus Bochum, von 2010 bis 2012 am Freien Schauspiel Ensemble Frankfurt und 2016 bei den Hamburger Kammerspielen.

### Film und Fernsehen
Seit 2007 steht Rahmanian auch regelmäßig in Film- und Fernsehproduktionen vor der Kamera. Ihr Filmdebüt hatte sie unter der Regie von Aleksandra Kumorek als Rana in Die Überflüssigen. Es folgten kleinere Rollen in Filmen wie Ostwind (2013) und eine Hauptrolle in Leberkäseland (2015). Zudem wirkte sie in Gastrollen mehrerer Fernsehserien, u. a. Löwenzahn, Der Staatsanwalt, Tatort und Wilsberg, mit. Einem breiteren Publikum wurde sie ab 2016 in der Rolle der Kommissarin Branka Marić in sieben Folgen des Kroatien-Krimis bekannt, den in der ARD bis zu 5 Mio. Zuschauer pro Folge sahen. 2020 entschied sie sich, aus der Krimireihe auszusteigen. Seit 2020 verkörpert Rahmanian in der ZDF-Dramaserie Fritzie – Der Himmel muss warten die Schuldirektorin Selma Herzog, deren von Tanja Wedhorn gespielte beste Freundin und Kollegin Fritzie an Brustkrebs erkrankt ist.

## Filmografie (Auswahl)
- 2007: Die Überflüssigen
- 2008: Löwenzahn (Fernsehserie, Folge: Schlaf – Aufwachen in Bärstadt)
- 2012: Die Draufgänger (Krimiserie, Folge: Familienbande)
- 2013: Der Staatsanwalt (Krimiserie, Folge: Bis aufs Blut)
- 2013: Ostwind
- 2013: Dr. Illegal (Kurzfilm)
- 2015: Leberkäseland
- 2015: Tatort: Frohe Ostern, Falke
- 2015: Wilsberg – Bittere Pillen (Krimiserie)
- 2015: Die Pfefferkörner (Fernsehserie, 15 Folgen)
- 2016: Der Kroatien-Krimi: Der Teufel von Split
- 2016: Der Kroatien-Krimi: Tod einer Legende
- 2016: Tatort: Wofür es sich zu leben lohnt
- 2016: Die Kanzlei (Fernsehserie, Folge: Im Netz)
- 2017: Was ich von Dir weiß
- 2017: Auf der Suche nach Oum Kulthum (Looking for Oum Kulthum)
- 2017: In aller Freundschaft – Die jungen Ärzte (Fernsehserie, Folge: Verborgene Wahrheiten)
- 2018: Der Kroatien-Krimi: Mord auf Vis
- 2018: Der Kroatien-Krimi: Messer am Hals
- 2019: SOKO Stuttgart (Fernsehserie, Folge: Böser Wolf)
- 2019: Der Kroatien-Krimi: Der Mädchenmörder von Krac
- 2019: Der Kroatien-Krimi: Der Henker
- 2019: Heldt (Fernsehserie, Folge: Geheimnisträger)
- 2020: Der Kroatien-Krimi: Tote Mädchen
- seit 2020: Fritzie – Der Himmel muss warten (Fernsehserie)
- 2020: Das Unwort
- 2021: Ferdinand von Schirach: Feinde (Fernsehfilm)
- 2021: Die Eifelpraxis (Fernsehreihe)
- 2021: Die Luft, die wir atmen (Fernsehfilm)
- 2021: Tatort: Alles kommt zurück
- 2021: Nord bei Nordwest – Ho Ho Ho!
- 2022: Neben der Spur – Die andere Frau
- 2022: Bis zum letzten Tropfen
- 2023: Gäste zum Essen (Fernsehfilm)
- 2023: Helen Dorn: Der kleine Bruder
- 2023: Das Beste kommt noch!
- 2023: Ponyherz – Wild und Frei
- 2024: Tiefwassertaucher unterm Dach (Fernsehfilm)
- 2024: Doppelhaushälfte (Fernsehserie)